# Javier García Campayo
José Javier García Campayo  (Zaragoza, 21 de mayo de 1962) es un psiquiatra e investigador español.

## Formación
En 1986 obtiene la Licenciatura en Medicina y en 1993 el Doctorado en Psiquiatría, ambos por la Universidad de Zaragoza, publicando su tesis doctoral, Aspectos clínicos y epidemiológicos de los fenómenos de somatización en atención primaria.
Ha realizado estancias de investigación en la Universidad de Manchester y en la Universidad de Cambridge (Reino Unido) sobre temas de Psicosomática y Mindfulness, respectivamente, y en la Universidad McGill (Montreal, Canadá), sobre Psiquiatría Transcultural.
Es Psicoterapeuta Grupal reconocido por la Federación Española de Asociaciones de Psicoterapeutas (FEAP).

## Actividad profesional
Desde el año 1994 ejerce como médico psiquiatra en el Servicio de Psiquiatría del Hospital Universitario Miguel Servet de Zaragoza . Desde el año 2000 es también Profesor en la Universidad de Zaragoza  y desde 2023 Catedrático de Psiquiatría en dicha universidad.
Ha sido editor asociado de la revista Mindfulness, la más importante en este tema a nivel internacional, así como director científico de la revista Cuadernos de Medicina Psicosomática y Psiquiatría de Enlace  y editor de la revista Mindfulness & Compassion.
Ha sido Presidente de la Sociedad Española de Medicina Psicosomática (2012-2014).

## Investigación y aportes científicos
Ha pertenecido al Comité de Dirección de la Red de Investigación en Actividades Preventivas y Promoción de la Salud (REDIAPP) del Ministerio de Sanidad, en donde ha dirigido el Work Package de Innovación y Trasferencia , y ha sido el Coordinador e Investigador Principal del Grupo de Investigación Aragón,dentro de esta red nacional de investigación. También ha dirigido el Grupo de Investigación de Aragón dentro de la Red de Investigación Nacional para la Promoción de la Salud Mental (Promosam)  . Es Investigador Principal y Coordinador del Grupo Aragonés de Investigación en Salud Mental en Atención Primaria (B-76) (GAIAP) , reconocido por el Gobierno de Aragón.
Ha dirigido más de 40 Tesis Doctorales y ha publicado más de 350 artículos científicos sobre psiquiatría y psicoterapia en áreas como mindfulness, compasión, nuevas tecnologías y realidad virtual aplicadas a la población general y a enfermedades como fibromialgia, depresión o ansiedad. 
En 2023 recibió el Premio a Mejor Psiquiatra/Psicólogo concedido por el Diario La Razón por su actividad de divulgación de mindfulness.

## Docencia
Ha desarrollado protocolos propios de psicoterapia, de los que existen programas de formación con mindfulness, compasión basada en los estilos de apego, aceptación o deconstrucción del yo. Ha estructurado el conocimiento actual sobre sueños lúcidos, realizando investigaciones sobre el tema.
Es docente de posgrado en varias universidades españolas como la Universidad Nacional de Educación a Distancia (UNED), la Universidad Complutense de Madrid, la Universidad de Málaga, la Universidad de Granada, Universidad Ramon Llull. También ha sido Profesor Visitante en universidades extranjeras como la Universidad de Rochester (EEUU) o la UNIFESP de São Paulo (Brasil). 
Desde el año 2013 el Dr. García Campayo es Director del Master en Mindfulness de la Universidad de Zaragoza , primer máster sobre este tema en una universidad de habla hispana y que incluye una sección para estudiantes de China. 
Ha creado en 2022 la Cátedra de Ciencias Contemplativas en la Universidad de Zaragoza, la primera de este tema en una universidad de habla hispana.

## Publicaciones

### Científicas
Pueden consultarse los artículos científicos en los que ha participado en la base de datos PubMed. A continuación se indican algunos de los libros científicos que ha escrito. Puede consultarse la totalidad de los títulos que ha escrito el Dr. Javier García Campayo en la base de datos ISBN
- 2014. Mindfulness y ciencia. De la tradición a la modernidad (coautor y coordinador). Alianza Editorial.
- 2016. Mindfulness y Cristianismo. Entre la Palabra y el Silencio (con Carmen Jalón y Antonio Mas). Editorial Siglantana.
- 2016. La ciencia de la compasión: Más allá de Mindfulness (coautor y coordinador). Alianza Editorial.
- 2017. Bienestar emocional y mindfulness en la educación (con Marcelo Demarzo y Marta Modrego Alarcón). Alianza Editorial.
- 2018. ¿Qué sabemos de Mindfulness? (con Marcelo Demarzo). Editorial Kairós.
- 2019. Nuevo Manual de Mindfulness". Editorial Siglantana.
- 2019. La práctica de la compasión". Editorial Siglantana.
- 2019. Cómo reducir el sufrimiento con Mindfulness y Aceptación". Editorial Siglantana.
- 2020. Vacuidad y no dualidad". Editorial Kairós.
- 2021. Técnicas de resolución de problemas. Editorial Siglantana.
- 2021. Mindful eating. El sabor de la atención (con Héctor Morillo, Alba López-Montoyo y Marcelo Demarzo). Editorial Siglantana.
- 2022. Sueños lúcidos". Editorial Kairós.

### Divulgación[27]
- 2018. El guerrero atento (con Edo Shonin y William Van Gordon). Editorial Kairós.
- 2022. Dicen que no tengo nada : las somatizaciones. Editorial Siglantana.
- 2022. Afrontar la depresión con Mindfulness. Editorial Siglantana.
- 2023. Mindfulness para todos (con Mayte Navarro). Editorial Siglantana.
- 2023. Parar para vivir  mejor. Editorial Harper-Collins.

### Narrativa[27]
- 2017. Viaje en el círculo del tiempo. Editorial Siglantana.

### En otros idiomas
Inglés
- 2020. Relational Mindfulness. Fundamentals and Applications (editor con Aristegui R, Barriga P). Editorial Springer.[28]

- 2023. Attachment-based Compassion Therapy (con Aristegui R, Campos D.). Editorial Springer.[29]

- 2023. Happytalism (con Gallardo L). Editorial Siglantana.

Francés
- 2023. Vacuité and non dualité. Editorial  Almora.[30]

Portugués
- 2020. Mindfulness para profissionais de educaçao (con Demarzo M, Rodriguez D, Moura A.). Editorial Senac, 2020.[31]

Chino
- 2021. Manual de Mindfulness. Canton, China.

### Videos
- RTVE: Para todos la 2. Debate: Mindfulness (2014)
- Expansión: Mindfulness como herramienta de motivación
- Youtube: Canal Webmindfulness: Grupo de Investigación Mindfulness-Compasión Doctor Javier García Campayo

### Prensa escrita
- Could meditation really help slow the ageing process? (2016), en The Guardian. Consultado el 22 de enero de 2024
- Ayudas para remontar el duelo (2000), en El País. Consultado el 2 de octubre de 2015
- Las mujeres sufren más depresión que los hombres por causas hormonales, sociales y culturales (2006), en El País. Consultado el 25 de enero de 2024
- Dos de cada tres maltratadas lo niegan ante el médico (2004), en El País. Consultado el 25 de enero de 2024
- ‘Sueños lúcidos’: guía para desarrollar este estado alterado de conciencia (2022), en El País. Consultado el 25 de enero de 2024
- La correspondencia entre Strauss y Zweig, lo nuevo de Ali Smith y otros libros de la semana. Los críticos de ‘Babelia’ reseñan lo nuevo de Kay Boyle, Ángeles Mora, Javier García Campayo y Graciela Speranza (2022), en El País. Consultado el 25 de enero de 2024
- Los occidentales nos queremos poco. Está mal visto valorarnos bien (2017), en El Mundo. Consultado el 25 de enero de 2024
- Hay que aprender a parar. El estrés crónico acorta la esperanza de vida. Entrevista al doctor Javier García Campayo, psiquiatra y autor del libro "Parar para vivir mejor" (2023), en La Razón. Consultado el 25 de enero de 2024
- Javier García Campayo: “Las emociones negativas constituyen la mayor parte de nuestro sufrimiento” (2023), en Cambio 16. Consultado el 25 de enero de 2024
- Por qué somatizamos y cómo evitarlo. El Dr. García Campayo lo explica: “Somos la sociedad más estresada de la historia” (2023), en La Nación. Consultado el 25 de enero de 2024

- Datos: Q21012695